# 브라질 축구 리그 시스템
브라질 축구 리그 시스템은 동시에 별도로 진행되는 두개의 축구대회로 설명할 수 있다. 하나는 전국 리그(Campeonato Brasileiro de Futebol)이고, 또 하나는 각 주(洲)에서 진행되는 주별 리그(Campeonato Estadual de Futebol)이다.
전국 리그는 브라질 축구 협회(CBF)에서 주관하고 각 주별 리그는 주별 축구협회에서 주관하는데, 전국 리그는 매년 4월에 시작해 12월쯤 끝난다. 주별 리그는 각 주의 사정에 따라 기간과 일정이 다르며, 각 주별 리그에 참가하는 상위권 팀들이 동시에 전국 리그에도 참가하기 때문에 주요 주별 리그는 1, 2월경 시작해서 4, 5월 경 끝내게 된다. 전국 리그에 참가하는 상위권 팀이 없는 주에서는 좀 더 긴 기간(4월~10월 경)동안 주별 리그를 진행하기도 한다. 각 주별 리그 우승 팀과 준우승 팀은 이듬해 코파 두 브라질에 참가할 자격을 얻는다.
특이한 점은, 전국 리그와 주별 리그가 별도로 운영되기 때문에, 전국 1부 리그인 세리에 A에 소속된 팀이 그 주의 리그에서는 2부 리그에서 뛰는 경우도 종종 발생한다는 것이다.

## 전국 리그 (Campeonato Brasileiro)
세리에 A부터 D까지로 4 단계로 나뉘어 있다. 세리에 A ~ C는 각각 20개 팀으로 구성되어 있고, 세리에 D는 40개 팀으로 이루어져 있다. 매년 성적에 따라 세리에 A 최하위 4개 팀은 세리에 B로 강등당하고, 세리에 B 최상위 4팀은 세리에 A로 승격한다. 세리에 B, C, D도 비슷한 방식의 승강제가 이루어지고 있다.
그 해 각 주별 리그 상위 팀 중에 이미 세리에 A나 세리에 B에 속해 있지 않은 팀들은 일단 세리에 D에 진출하면서 리그 피라미드에 진입하게 되는데, 주에 따라서는 전국 리그 진출팀을 결정하는 별도의 토너먼트를 갖기도 한다. 이같은 방법으로 신생팀이나 상대적으로 약한 주 소속팀도 최종적인 세리에 A까지 승격하는 것이 가능하다. 물론, 그 반대로 세리에 A에서 활약하던 팀이 어느날 갑자기 하부 리그로 강등되거나 아예 전국 리그에서 활약하지 못하게 되는 경우도 생긴다.
| 전국 리그 | 전국 리그               |
| 등급      | 지비상                  |
| --------- | ----------------------- |
| 1부       | 브라질 세리에 A 20 개팀 |
| 2부       | 브라질 세리에 B 20 개팀 |
| 3부       | 브라질 세리에 C 20개 팀 |
| 4부       | 브라질 세리에 D 40 개팀 |

## 주별 리그 (Campeonato Estadual)
각 주별 리그는 해당 주 축구협회에서 주관하는 서로 독립적인 대회이며, 전국 리그 세리에 A나 세리에 B 소속팀도 해당 팀이 속한 주별 리그에 참가하고 있다. 각 주별 리그는 전국 리그와 마찬가지로 몇 개의 지비상(Divisão)으로 나뉘어 있는데, 클럽이 많은 주는 4부 리그까지 존재하기도 한다. 각 주별로 각 지비상의 구성은 상이한데, 대표적인 주별 리그인 상파울루 주 리그(Campeonato Paulista)는 (세리에 A1, A2, A3, 세군다 지비상 등) 4부 리그까지 많은 팀으로 구성되어 있지만, 호라이마 주 리그(Campeonato Roraimense)같은 경우는 단일 리그에 단 6개 팀만 존재하기도 한다. 물론, 각 주별 리그의 대회 방식이나 승강제 운영 방식도 모두 다르다.
| 주별 리그 | 주별 리그 |
| 등급      | 리그 |
| --------- | --- |
| 1부       | 고이아스 · 리우데자네이루 · 마라냥 · 마투그로수 · 마투그로수두술 · 미나스제라이스 · 바이아 · 산타카타리나 · 상파울루 · 세르지피 · 세아라 · 아마조나스 · 아마파 · 아크리 · 알라고아스 · 이스피리투산투 · 토칸칭스 · 파라 · 파라나 · 파라이바 · 페르남부쿠 · 피아우이 · 호라이마 · 혼도니아 · 히우그란지두노르치 · 히우그란지두술 · 브라질 연방구 |
| 2부       | 리우데자네이루 · 미나스제라이스 · 바이아 · 상파울루 · 세르지피 · 페르남부쿠 · 히우그란지두술 |
| 3부       | 리우데자네이루 · 미나스제라이스 · 상파울루 · 히우그란지두술 |
| 4부       | 상파울루 |